# Pachymenes obscurus
Pachymenes obscurus är en stekelart som beskrevs av Smith 1857. Pachymenes obscurus ingår i släktet Pachymenes och familjen Eumenidae. Utöver nominatformen finns också underarten P. o. consuetus.